# Walther Buchowiecki
Walther Buchowiecki (* 1. Juni 1908 in Wien; † 31. Dezember 1990 in Brixen) war ein österreichischer Kunsthistoriker und Bibliothekar.
Buchowiecki studierte Kunstgeschichte an der Universität Wien und promovierte 1932 bei Joseph Strzygowski mit der Arbeit Die gotische Hallenkirche in Österreich. Von 1936 bis 1953 war er als Mitarbeiter der Sammlungen der Stadt Wien tätig. Von 1955 bis 1962 arbeitete er als Oberstaatsbibliothekar an der Österreichischen Nationalbibliothek, von 1962 bis 1973 war er Direktor der Bibliothek des Finanzministeriums.

## Veröffentlichungen (Auswahl)
- Die gotischen Kirchen Österreichs. Deuticke, Wien 1952.
- Der Barockbau der ehemaligen Hofbibliothek in Wien, ein Werk J. B. Fischers von Erlach. Beiträge zur Geschichte des Prunksaales der Österreichischen Nationalbibliothek. Praschner, Wien 1957.
- Handbuch der Kirchen Roms. Der römische Sakralbau in Geschichte und Kunst von der altchristlichen Zeit bis zur Gegenwart. Hollinek, Wien.
  - Band 1:  Die vier Patriarchalbasiliken und die Kirchen innerhalb der Mauern Roms. S. Agata dei Goti bis S. Francesco Saverio. 1967.
  - Band 2: Die Kirchen innerhalb der Mauern Roms. Gesù Crocifisso bis S. Maria in Monticelli. 1970.
  - Band 3: Die Kirchen innerhalb der Mauern Roms. S. Maria della Neve bis S. Susanna. 1974.
  - Band 4: Die Kirchen innerhalb der Mauern Roms. S. Teodoro bis Ss. Vito, Modesto e Crescenzia. Die Kirchen von Trastevere. Bearbeitet von Brigitte Kuhn-Forte. 1997.